# Slaviša Repac
Slaviša Repac (Valjevo, 10. jun 1979) je srpski zabavljač, televizijski glumac, glasovni glumac i učitelj brazilske veštine kapuere.

## Biografija
Diplomirao je na Fakultetu bezbednosti Univerziteta u Beogradu 2006. godine, na smeru Civilna zaštita i zaštita životne sredine. 
Karijeru pred kamerama započeo je kao statista, a prvi put je pod reflektorom bio u emisiji "Ćao Darvine" na Pink TV, gde je pevao pesmu Zdravka Čolića "April u Beogradu". Nakon toga ga pozivaju da zapeva i sa Biljom Krstić u emisiji "Karaoke obračun" kod Nikole Đurička . Zbog svog veselog karaktera, bio je angažovan kao zabavljač publike u popularnim domaćim zabavnim emisijama Ja imam talenat, Ami G show, X factor, Šou svih vremena i Tri boje zvuka. Zatim su usledila brojna pojavljivanja u skečevima, spotovima, reklamama i serijama. Iako je zbog građe i specifičnosti izgleda uglavnom tipski biran za uloge kriminalaca, telohranitelja, grubijana, obezbeđenja i slično, ostao je naročito zapamćen u kontroverznoj epizodi serije "Porodične tajne", gde je glumio frizera homoseksualca i u spotu benda "Goblini", za pesmu "Žmigavac", gde u istom spotu ima pet uloga: taksista, štreber, skitnica, klovn i transvestit.
Prvi glasovni nastup imao je na Festivalu Tolkinove fantazije 2012. godine u Kapetan-Mišinom zdanju, gde je u kostimu orka izgovorio čuveni stih o Jednom prstenu, a zatim je i na nekoliko narednih događaja bio voditelj programa. Uz nekoliko najava i trejlera, dobija poziv da daje glas za kompjutersku igru "Sunken" gde je glas na engleskom jeziku pozajmio za monologe nekoliko različitih likova. 2017. godine nakratko ulazi i u vode rok muzike kao pevač benda Rekreativni bunt a zatim biva angažovan od kompanije Lidl da pozajmi glas oglasnom sistemu. Čuveno "Poštovani kupci, zatvaramo kasu broj..." nateralo je mnoge građane da ga neretko opsuju u sebi ili naglas, ni ne znajući o kome se radi. Glasovna karijera mu polako uzima maha, pa njegov glas može da se čuje i u DeFacto radnjama u Srbiji, brojnim Youtube i Facebook videima. 2020. godine počinje da radi na velikom projektu Skywind u kome daje glasove na engleskom za tri rase, Argonijane, Orkove i Nordove. Ubrzo nakon toga sa svojim prijateljem Aleksejem osniva studio specijalizovan za glasovnu glumu u igrama, "Sensible Shouting", nakon čega počinju da rade na nekoliko naslova domaćih izdavača. Od 2020. godine počinje saradnju i sa Youtube kanalima "Pičvajz Pikčers" i "DB Dexy" kojima pozajmljuje glasove za nekoliko amaterskih sinhronizacija, uključujući anime "Golden Boy", gde daje glas nekolicini likova i čuveni serijal "Zmajeva kugla", gde daje glas glavnom junaku Gokuu, a i njegovom ocu Bardoku. Radeći na epizodi "Zlatnog momčeta" upoznaje našu talentovanu glasovnu glumicu i pevačicu Đurđinu Radić Điks, koja ga uvodi u svet profesionalnih sinhronizacija. Tako on od marta 2022. godine, u sastavu Loudworks studija, počinje da radi sinhronizacije serija i crtanih filmova, uz prvu ulogu kao novi antagonista Moćnih Rendžera, Vitez praznine. Ubrzo nakon toga, počinje saradnju i sa studijima Gold DigiNet i Sinker Media.
Oprobao se i kao snimatelj i reditelj muzičkih spotova.
Kapuerom se bavi od 2000. godine i jedan je od ljudi zaslužnih za razvoj ove veštine na Balkanu. 2022. godine dobio je najviše zvanje koje je moguće dobiti van Brazila, Kontramestre.

## Filmografija
| God.       | Naziv             | Uloga                                 |
| ---------- | ----------------- | ------------------------------------- |
| 2019.      | The Outpost       | otac                                  |
| 2019—2021. | Urgentni centar   | Čovek                                 |
| 2020.      | Gotham            | Alfred Pennysworth, Oswald Cobblepott |
| 2021.      | Tajne vinove loze | Batinaš                               |

## Uloge u sinhronizacijama
| Godina | Naziv                          | Tip                     | Uloga/e                                                                 |
| ------ | ------------------------------ | ----------------------- | ----------------------------------------------------------------------- |
| 2021.  | Zlatno momče                   | Fan sinhronizacija      | Đuzo Kacuda, Gospodin Točkanović, Norikin otac, Gosn Sakata             |
| 2021.  | Zmajeva kugla Z                | Fan sinhronizacija      | Goku, Bardok, Jađirobe (Džajrobi)                                       |
| 2022.  | Moćni rendžeri Dino Zakon      | Zvanična sinhronizacija | Vitez praznine, Tidemare, Stone Sad, Voditelj, dodatni glasovi          |
| 2022.  | Transformersi Sajberverzum     | Zvanična sinhronizacija | Volcanicus, Bug bite, Astrotrain, Doublecrosser, Kulas, dodatni glasovi |
| 2022.  | Zafari                         | Zvanična sinhronizacija | Oskar                                                                   |
| 2022.  | Moj Mali Poni: Nova generacija | Zvanična sinhronizacija | Tuts, Skaj, Grom, Kometin rep, dodatni glasovi                          |
| 2022.  | Gormiti                        | Zvanična sinhronizacija | Sol gospodar Solarka, Krobok, Seskel                                    |
| 2022.  | Transformersi: Zemaljska iskra | Zvanična sinhronizacija | Optimus Prajm, Generični čovek                                          |
| 2023.  | Vinks (Oblakoder)              | Zvanična sinhronizacija | Gantlos                                                                 |
| 2023.  | Pet Pals (Oblakoder)           | Zvanična sinhronizacija |                                                                         |
| 2023.  | Infiniti Nado                  | Zvanična sinhronizacija | Tiger                                                                   |

## Spoljašnje veze
- Slaviša Repac на веб-сајту  (језик: енглески)